# Lawrenceville (Virgínia)
Lawrenceville és una població dels Estats Units a l'estat de Virgínia. Segons el cens del 2000 tenia 1.275 habitants.

## Demografia
Segons el cens del 2000, Lawrenceville tenia 1.275 habitants, 376 habitatges, i 209 famílies. La densitat de població era de 535,1 habitants per km².
Dels 376 habitatges en un 24,5% hi vivien nens de menys de 18 anys, en un 35,1% hi vivien parelles casades, en un 13,8% dones solteres, i en un 44,4% no eren unitats familiars. En el 39,6% dels habitatges hi vivien persones soles el 21,3% de les quals corresponia a persones de 65 anys o més que vivien soles. El nombre mitjà de persones vivint en cada habitatge era de 2,35 i el nombre mitjà de persones que vivien en cada família era de 3,16.
Per edats la població es repartia de la següent manera: un 17,3% tenia menys de 18 anys, un 33,2% entre 18 i 24, un 17,5% entre 25 i 44, un 18,2% de 45 a 60 i un 13,8% 65 anys o més.
L'edat mediana era de 25 anys. Per cada 100 dones de 18 o més anys hi havia 73,4 homes.
La renda mediana per habitatge era de 28.594 $ i la renda mediana per família de 41.875 $. Els homes tenien una renda mediana de 31.583 $ mentre que les dones 18.056 $. La renda per capita de la població era de 12.353 $. Entorn del 12,7% de les famílies i el 21,8% de la població estaven per davall del llindar de pobresa.

## Poblacions més properes
El següent diagrama mostra les poblacions més properes.